# Estación de Mongat Norte
Mongat Norte es una estación de la línea R1 de Rodalies Renfe de Barcelona situada en la línea de playa del municipio homónimo cerca de la parte norte del mismo.
La estación está en la línea del Maresme en el tramo Barcelona-Mataró, el primero que se abrió en España. Es estación de cercanías desde que se creó la red, y no tiene ningún otro servicio ferroviario.
| << cabecera                    | < estación | línea | estación > | cabecera >>                                           |
| ------------------------------ | ---------- | ----- | ---------- | ----------------------------------------------------- |
| Rodalies de Catalunya de Renfe |            |       |            |                                                       |
| Molins de Rey Hospitalet       | Montgat    |       | El Masnou  | Mataró Arenys de Mar Calella Blanes Massanet-Massanas |
| Hospitalet                     | Montgat    |       | El Masnou  | Figueras Port-Bou                                     |